# Vertrag von Blois (1504)
Am 22. September 1504 kam der Vertrag von Blois zwischen Ludwig XII., dem römisch-deutschen König Maximilian I. und dessen Sohn, dem Erzherzog Philipp, zustande, wonach die französische Prinzessin Claude, falls Ludwig keine Söhne bekäme, dem für sie bestimmten Gemahl, dem nachmaligen Kaiser Karl V., Mailand, Genua, den Anspruch auf das Königreich Neapel, ferner Bretagne, Blois und Burgund zubringen sollte. Doch dieser Vertrag wurde 1505 wieder aufgehoben. Verhandlungsort war das etwa 150 Kilometer von Paris im Loiretal gelegene Renaissanceschloss Schloss Blois war eine der bevorzugten Residenzen Ludwigs XII. Nach seiner Thronbesteigung hatte der König diese ehemalige Burg der Herzöge von Orléans unter dem Einfluss der aus Italien übernommenen architektonischen Neuerungen repräsentativ umbauen lassen. Am Morgen des 22. September empfing Ludwig XII. im Beisein des Hofs alle anwesenden Gesandten zur feierlichen Vertragsausfertigung auf dem Vorplatz der Schlosskapelle.

## Vorgeschichte
Der Konflikt Maximilians I. mit dem französischen Königshaus lässt sich auf machtpolitische Gegensätze zurückführen, die ihren Ursprung in den jahrzehntelangen Kriegen um das niederländisch-burgundische Erbe seiner ersten Frau Maria hatten. Nach deren frühem Tod im Jahre 1482 konnte der Habsburger zwar den Großteil dieses reichen Erbes behaupten, das namensgebende Herzogtum sowie die Picardie fielen jedoch dauerhaft als heimgefallene Lehen an den französischen König zurück. 1491 kam zusätzlich das bis dato unabhängige Herzogtum Bretagne hinzu. Da die dabei von Karl VIII. erzwungene Hochzeit mit der bretonischen Erbtochter Anna (1477–1514)
einen bereits per procurationem mit Maximilian I. vorweggenommenen Eheschluss überging, kam es zu einer erneuten Konfrontation mit dem Haus Österreich. Die medial aufgebauschte ‚Brautraubaffäre‘ wurde erst im Frieden von Senlis (1493) mit der wechselseitigen Anerkennung des status quo beigelegt.
Ultimatives Ziel der französischen Expansionspolitik blieb bis ins 17. Jahrhundert hinein die Ausdehnung des eigenen Herrschaftsbereichs auf die italienische Halbinsel.7 Nach einem ersten Feldzug unter Karl VIII. gelang dessen Nachfolger Ludwig XII. im Jahre 1499 die Besetzung Mailands, auf das er als Enkel der Valentina Visconti Ansprüche erhob.8 Der dort herrschende Herzog Ludovico Sforza (1452–1508) konnte sich zwar zunächst noch zu seinen habsburgischen Verwandten nach Tirol flüchten. Beim Versuch, seine Territorien ohne die Unterstützung der Reichsfürsten zurückzuerobern, wurde er jedoch vernichtend geschlagen und geriet bis zu seinem Lebensende in französische Gefangenschaft. Maximilian I., zu diesem Zeitpunkt selbst durch einen erfolglosen Feldzug gegen die Schweizer Eidgenossen (Schwabenkrieg) gebunden, verlor mit ihm nicht nur den Onkel seiner Frau Bianca Maria Sforza, sondern auch seinen bis dahin zahlungskräftigsten Verbündeten.
Als zweites Ziel seines Italienzuges ließ Ludwig XII. wenig später das Königreich Neapel angreifen, wo sich zu der Zeit eine aragonesische Nebenlinie etabliert hatte. Deren letzter Vertreter, Friedrich I. (1452–1504), musste – nachdem ihm sein direkter Verwandter Ferdinand II. von Aragon den Krieg erklärt hatte – im Sommer 1501 vor der Übermacht der französisch-spanischen Truppen kapitulieren. Allerdings gelang es den Franzosen nicht, sich dauerhaft in Unteritalien festzusetzen, da ihr zeitweiliger Verbündeter Ferdinand II. schon bald ein gegen sie gerichtetes Expeditionskorps entsandte.
Aus der Einsicht heraus, dass Mailand kurzfristig wohl kaum zurückerobert werden könnte, hatte Maximilians 1501 dem Abschluss eines Waffenstillstands zugestimmt und von da an bereits mehrere Gesandtschaften mit dem französischen König ausgetauscht. Erstmals wies er dessen Forderungen nach einer offiziellen Belehnung mit Mailand nicht mehr entschieden zurück. Immerhin erkannte Ludwig XII. mit der Investitur prinzipiell die formelle Zugehörigkeit des Herzogtums zum Reich an.
Die eigentlich treibende Kraft in der habsburgischen Annäherungspolitik gegenüber Frankreich war aber zweifellos der in den Niederlanden regierende Sohn Maximilians I., Erzherzog Philipp I. Dessen Gesandte schlossen am 10. August 1501 in Lyon einen Ehevertrag ab, der seinem Sohn Karl neben der Heirat mit der französischen Erbtochter Claudia die Kaiserkrönung sowie die potentielle Nachfolge in den spanischen Reichen eröffnete.

## Verhandlungen und Verhandlungsposition
Anfang Januar 1504 waren die Nachrichten von der französischen Niederlage am Garigliano gegen die Spanier über die Alpen gedrungen. Den sich von März 1504 bis zum April 1505 hinziehenden Verhandlungen kommt in den sich immer mehr zu einer dauerhaften Rivalität zuspitzenden Beziehungen zwischen den Habsburgern und den Valois eine besondere Bedeutung zu. Schließlich bestand hier mittels einer Doppelheirat zwischen den Thronfolgern noch einmal die Möglichkeit, den dynastischen Konflikt dauerhaft beizulegen. Im September 1504 fanden auf Schloss Blois die endgültigen Verhandlungen statt.
Gemäß dem Trienter Vertrag von 1501 hatte der König von Frankreich neben den 200.000 Francs für Mailand und Pavia auch eine gleich hohe Lehenstaxe für das Veltlin zu entrichten. Eine Rückzahlung dieser Summe durch Maximilian I. im Falle einer späteren Nichtbelehnung der Nachkommen Ludwigs XII., wie von den Franzosen angeregt, erklärten sie aber für unstatthaft („quod non esset in tali casu honesta“).

## Vertragsinhalte
Das in Blois im Beisein des päpstlichen Legaten Carlo Del Carretto ausgearbeitete Konzept sah vor, dass Maximilian I. und König Ludwig XII. von Frankreich bis zum 1. Mai des kommenden Jahres nach der Eroberung der „terra ferma“, das von den Venezianern widerrechtlich angeeignete („tirannice detinendo“) päpstliche Kirchen- und Reichsgut an die Kirche restituieren wollten. Im Verlaufe dieses Feldzugs sollte der gesamte Festlandbesitz der Signorie zwischen den Verbündeten aufgeteilt werden. Ferrara, Mantua und Florenz durften sich mit Blick auf ihre an Venedig verlorenen Territorien daran beteiligen, gleichzeitig sollte der König von Ungarn Vladislav zu einem Angriff auf die venezianischen Küstengebiete in Dalmatien ermuntert werden. Allerdings hatten die Verhandlungsführer Ludwigs XII. am Ende der Urkunde eine Ausstiegsklausel eingesetzt: Falls nicht alle einzelnen Bedingungen gegenüber dem König von Frankreich genau erfüllt würden, sei dieser seinen beiden Vertragspartnern in keinerlei Weise verpflichtet. Unter dem Vorwand einer angeblichen Benachteiligung konnte Ludwig XII. damit jederzeit zu seinem Bündnis mit der Signorie zurückkehren.
Dafür verpflichteten sich Ludwig XII. und seine italienischen Bundesgenossen, Maximilian I. auf dem Weg zur Kaiserkrönung nach Rom einen ehrenvollen Durchzug durch ihre Gebiete zu gewähren. Zudem versprach der französische Monarch, sich weder in noch außerhalb Italiens in die Angelegenheiten des Reiches einzumischen.
Die zentrale Vereinbarung sah die Belehnung Ludwigs XII. mit dem Herzogtum Mailand samt den beiden Grafschaften Pavia und Angleria für sich und seine Söhne und in Ermangelung dieser für seine Tochter Claudia und deren Verlobten, den Habsburgerprinzen Karl, vor. Falls diese Verbindung ohne Kinder blieb, würde das Reichslehen ganz auf die französischen Königserben übergehen, was letztendlich die uneingeschränkte Erbfolge im Herzogtum bedeutete. Die Investitur sollte von Maximilian I. innerhalb von drei Monaten gegen eine Lehenstaxe von 200.000 Francs gewährt werden. Philipps Tochter Maria sollte mit dem noch nicht geborenen Sohne Ludwig’s XII. vermählen, wobei  Mailand die Mitgift der Maria werden sollte.
Den spanischen Monarchen Ferdinand und Isabella, wurde das Recht eingeräumt, dem Vertragswerk innerhalb von vier Monaten beizutreten, wenn sie Neapel ihrem Enkel Karl überließen. In diesem Fall wäre Ludwig XII. dazu bereit, seine Rechte an dem Königreich gleichermaßen an seine Tochter Claudia abzutreten. Bis dahin sollte dort Erzherzog Philipp interimistisch regieren. Weitere Bestimmungen regelten die Versorgung der Söhne Ludovico Sforzas sowie die Entschädigung der Mailänder Exilanten. Maximilian I. musste sich diesbezüglich mit den eher vagen Zusagen des französischen Königs abfinden, sein ehemaliger Verbündeter Ludovico blieb bis zu seinem Tod am 27. Mai 1508 in französischer Gefangenschaft.
Das für die Habsburger zweifellos wichtigste Zugeständnis war die Heiratsvereinbarung zwischen Karl und Claudia samt der dazu in einer eigenen Urkunde festgehaltenen Garantien.155 Ludwig XII. versprach darin im Falle seines Ablebens ohne männlichen Erben, das Herzogtum Burgund, die burgundischen Grafschaften Auxonne, Maçonnais, Auxerre, Bar-sur-Seine sowie das Herzogtum Mailand samt Genua, die Bretagne, Asti, Blois und sein gesamtes Eigengut („Terrarum et Dominiorum quae sunt de suo Patrimonio“) an Claudia und ihren Verlobten Karl abzutreten. Im Falle, dass die Heirat aus seinem Verschulden nicht zu Stande käme, müssten die Herzogtümer Burgund, Mailand und Asti als Entschädigung an den jungen Erzherzog abgegeben werden.
Umgekehrt sollten die Habsburger im Falle des Scheiterns des Eheprojekts auf ihre Ansprüche auf Mailand, Burgund und die ehemaligen burgundischen Grafschaften verzichten. Beide Parteien kamen darin überein, dass die Kurfürsten und das Reich den Vertrag garantieren sollten. Rechtliche Gültigkeit erlangten die bis dato noch geheim gehaltenen Verhandlungsergebnisse jedoch erst nach der offiziellen Ratifikation durch alle drei beteiligten Herrscher.
In einem dritten Vertrag wurde schließlich ein Geheimbündnis gegen das immer mächtiger werdende Venedig vereinbart.

## Entwicklungen
Ludwig vermählte Claudia  1514 mit dem Herzog von Angoulème, François de Valois, dem späteren König von Frankreich.